# Murata Sho
Sho Murata (sinh ngày 2 tháng 4 năm 1987) là một cầu thủ bóng đá người Nhật Bản.

## Sự nghiệp câu lạc bộ
Sho Murata đã từng chơi cho Mito HollyHock và Briobecca Urayasu.